# 神戸市立北神図書館
神戸市立北神図書館（こうべしりつほくしんとしょかん、英: Kobe Hokushin Municipal Library）は、兵庫県神戸市が神戸市立図書館の地域拠点館として北区の北神地域に設置している公立図書館である。

## 概要
北区のうち北部にあたる北神地域の拠点館として設置されている。隣接する三田市や大きな図書館がない西宮市山口地域からの利用も多く、神戸市立北図書館の分館だった2004年（平成16年）の施設拡張以降、蔵書・貸出・利用者数とも北図書館本館を上回る実績を記録していた。2012年（平成24年）に神戸市立図書館に設置された「おきしお文庫」の収集テーマは分館時代から独自のテーマを設定し、福祉・ボランティア（総合）とされている。
北神地域では自動車図書館「みどり号」が域内4か所のスポットを巡回しているが、組織上は北神図書館ではなく神戸市立中央図書館の下に置かれている。
館内に自習室（セミナールーム）があり、近隣学校の試験前には整理券が配られる。

## 沿革

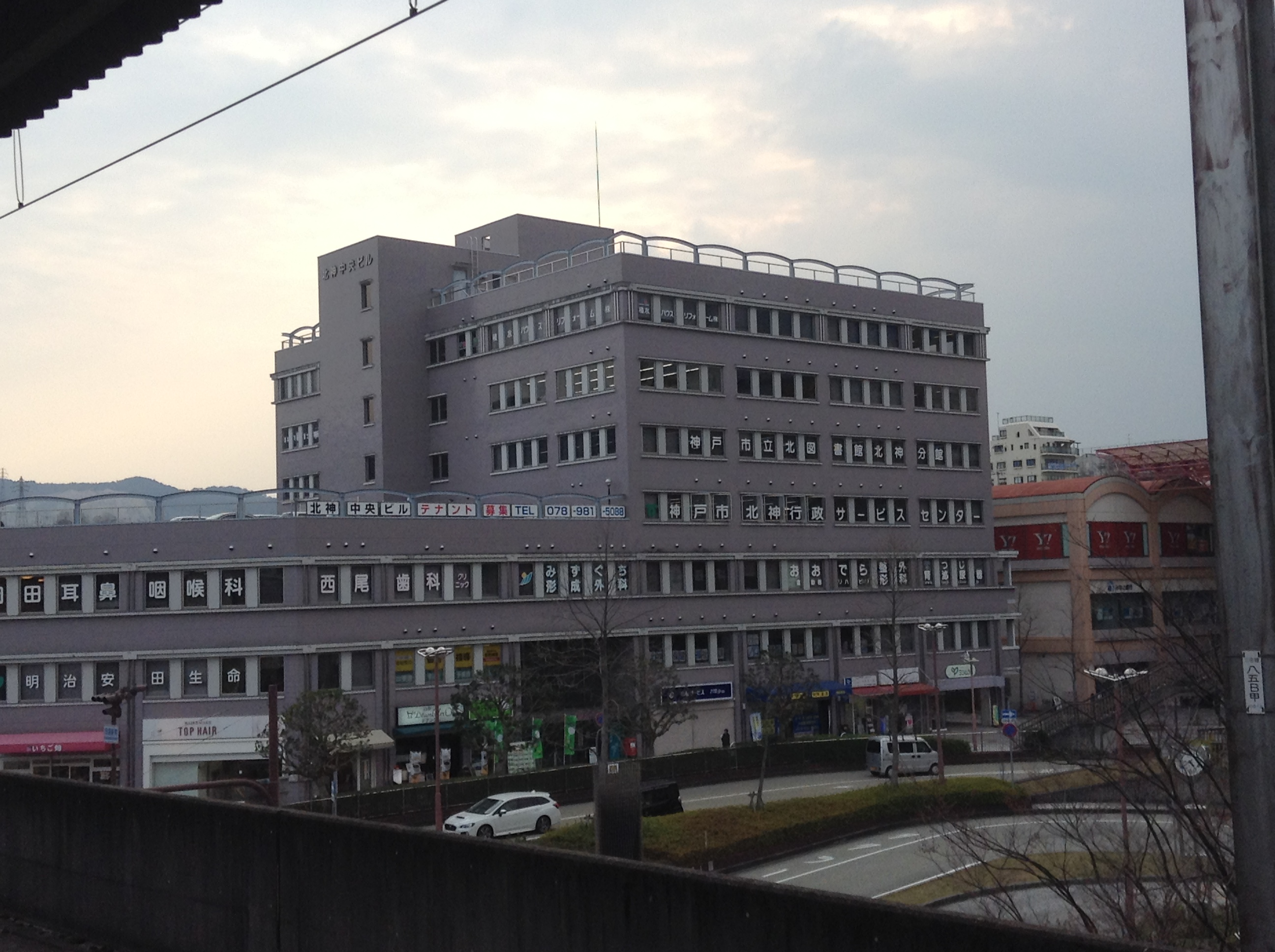
分館時代に入居していた北神中央ビル

神戸市全体の約43%を占める広大な北区において、20世紀末に新興住宅地として急速に発展した区北部の北神地域をカバーするため1995年（平成7年）11月に神戸市立北図書館の分館として開館した。神戸市立図書館では初めて、民間の商業施設に入居する形態を採用した。2019年（平成31年）4月23日より隣接するエコール・リラ ショッピングセンター南館4階に移転し、区内で2番目の拠点館となる北神図書館に昇格した。これに伴い、延床面積も931平方メートルから1321平方メートルに拡大している。
- 1995年（平成7年）12月26日 - 北神中央ビル5階に神戸市立北図書館北神分館が開館
- 2004年（平成16年）7月15日 - 施設拡充、ビル5階フロアを占有
- 2009年（平成21年）4月1日 - 指定管理者制度を導入、開館時間延長、祝日開館実施
- 2012年（平成24年） - おきしお文庫開設
- 2019年（平成31年）
  - 3月25日 - 北図書館北神分館が休館
  - 4月23日 - エコール・リラ ショッピングセンター南館4階に移転、北神図書館に昇格

## 広域貸し出し
神戸市では神戸隣接市・町長懇話会での個別協定に基づき神戸市と隣接する市町の住民に対しても神戸市立図書館の利用券を発行しているが、北区と隣接する三田市では長らく三田市立図書館（中央館・ウッデイタウン分館・藍分室共通）の利用券発行を区内の道場町・長尾町の居住者に限定していた。2017年（平成29年）、この運用を改めて相互貸し出しの対象を北区全域に拡大したが、北区からのインターネット予約は三田市民を優先する観点から引き続き利用不可としている。

## アクセス
- 神戸電鉄三田線・岡場駅下車徒歩1分。

### 周辺
- 北神区役所
- 神戸市立北神区文化センター
- 神戸市立有野小学校
- 神戸市立有野中学校
- 済生会兵庫県病院
- 阪神流通センター